# Dysimiella williamsi
Dysimiella williamsi är en insektsart som beskrevs av Broomfield 1985. Dysimiella williamsi ingår i släktet Dysimiella och familjen Derbidae. Inga underarter finns listade i Catalogue of Life.